# Bi Kidude

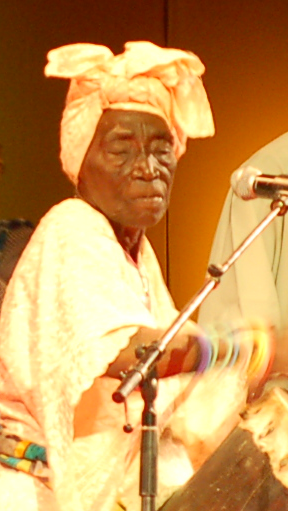
Bi Kidude (2007)

Fatuma binti Baraka (arabisch فاطمة بنت بركة‎; geb. um 1910 in Kitumba im Sultanat Sansibar; gest. 17. April 2013 in Sansibar (Stadt)), allgemein bekannt als Bi Kidude, war eine sansibarisch-tansanische Taarabsängerin.

## Biographie
Fatuma binti Baraka kam um 1910 im Sultanat Sansibar im Dorf Kitumba zur Welt, heute eine Ortschaft im Distrikt Kati in Zentral-Unguja. Sie wuchs im Dorf Mfagimaringo als Tochter eines Kokosnuss-Verkäufers im kolonialzeitlichen Sansibar auf. Bi Kidudes genaues Geburtsdatum ist nicht bekannt, aber es wird angenommen, dass sie vor ihrem Tod die älteste tourende Sängerin der Welt war.
Es wird erzählt, dass Fatuma mit 10 Jahren aus der Koranschule fortgerannt sei. Sie trat mit Gesangsdarbietungen bei verschiedenen Anlässen in Sansibar auf. Wenig später setzte sie mit einer Dhau, dem traditionellen Schiff an der afrikanischen Ostküste, nach Tansania über und durchstreifte zu Fuß Ostafrika – sie verschmähte ihr Leben lang Schuhe – unterwegs sang sie und sammelte Lieder.
Nach ihrer Rückkehr nach Sansibar heiratete sie und ließ sich zweimal scheiden. Um schwanger werden zu können, nahm sie an traditionellen Unyago-Mündigkeitszeremonien teil, in denen Mädchen im Teenageralter eine soziale und sexuelle Erziehung erhalten (sie hatte nie eigene Kinder). Bald darauf erhielt Fatuma binti Baraka wegen ihrer zierlichen Statur und als Ersatzmutter den Rufnamen Bi Kidude (kisuaheli für Kleine Großmutter). Im Laufe ihres bewegten Lebens war sie als Heilerin und Kennerin von Heilpflanzen, Henna-Künstlerin und natürlich als Musikerin tätig.
Kidude ließ sich im Shangani-Viertel der sansibarischen Hauptstadt nieder und begann, Taarab-Clubs zu besuchen, wo sie in die Kultur des von Frauen geführten Taarab eintauchte, dessen freizügige Texte häufig Männer für ihr Machoverhalten kritisieren. Sie wurde zu einer lokalen Berühmtheit, blieb aber außerhalb Sansibars relativ unbekannt.
Durch einen Auftritt im Fernsehen 1980 wurde sie überregional bekannt. Mit ihrem rebellischen Auftreten und ihrer Weigerung, die Geschlechtertrennung einzuhalten, verstieß sie gegen den Konservatismus, was von vielen als „haram“ bezeichnet wurde.
Jahrzehntelang tourte die Sängerin durch Sansibar und sang ihre Lieder auf Suaheli. Bi Kidude trat bei zahllosen Zeremonien und Festen wie dem Festival der Dhau-Länder auf, bei denen sie sie oft die Hauptattraktion war. Später war sie auch mit der Sahib El-Ahri Band, später mit den Twinkling Stars auch im Ausland unterwegs, tourte durch Frankreich, England, Skandinavien, den Nahen Osten, Südostasien und Japan. In ihren letzten Jahren lebte die Sängerin hinter dem Radiosender Sansibar. Sie stand oft mit dem Culture Musical Club of Zanzibar auf der Bühne, in dem die besten Musiker der Inseln zusammenkommen.
In ihrer Musik war Bi Kidude inspiriert durch Siti binti Saad (1880–1950), die als antikoloniale und feministische Aktivistin auch als Taarab-Sängerin auftrat. Bi Kidudes heisere Stimme und die Taarab-Rhythmen, die sie aus ihrer massiven Ngoma-Trommel herausschlägt, machten sie zu einer Ikone der tansanischen, ja ostafrikanischen Musik. Sie wurde als „Königin der Taarab- und Unyagomusik“ bezeichnet. Viele ihrer Liedern beschreiben Beziehungen zwischen Männern und Frauen in einer sehr direkten Sprache, getreu ihrer Aussage „Leben ohne Liebe ist nichts.“
Der britische Dokumentarfilmer Andy Jones drehte die Filme As Old as My Tongue: The Myth and Life of Bi Kidude (2006) und I Shot Bi Kidude (2015) über sie und ihr Leben in Sansibar.
Bi Kidude starb 2013 in der sansibarischen Hauptstadt.

## Auszeichnungen und Ehrungen
- 2005: WOMEX Award in Newcastle upon Tyne
- 2011: Nominierung Tanzania Music Award für den besten traditionellen Song mit „Ahmada“
- 2012: Medal for Arts and Sports des Staates Tansania[6]
- seit 2015: Vergabe des Bi Kidude Awards beim Zanzibar International Film Festival